# Tingsflisan

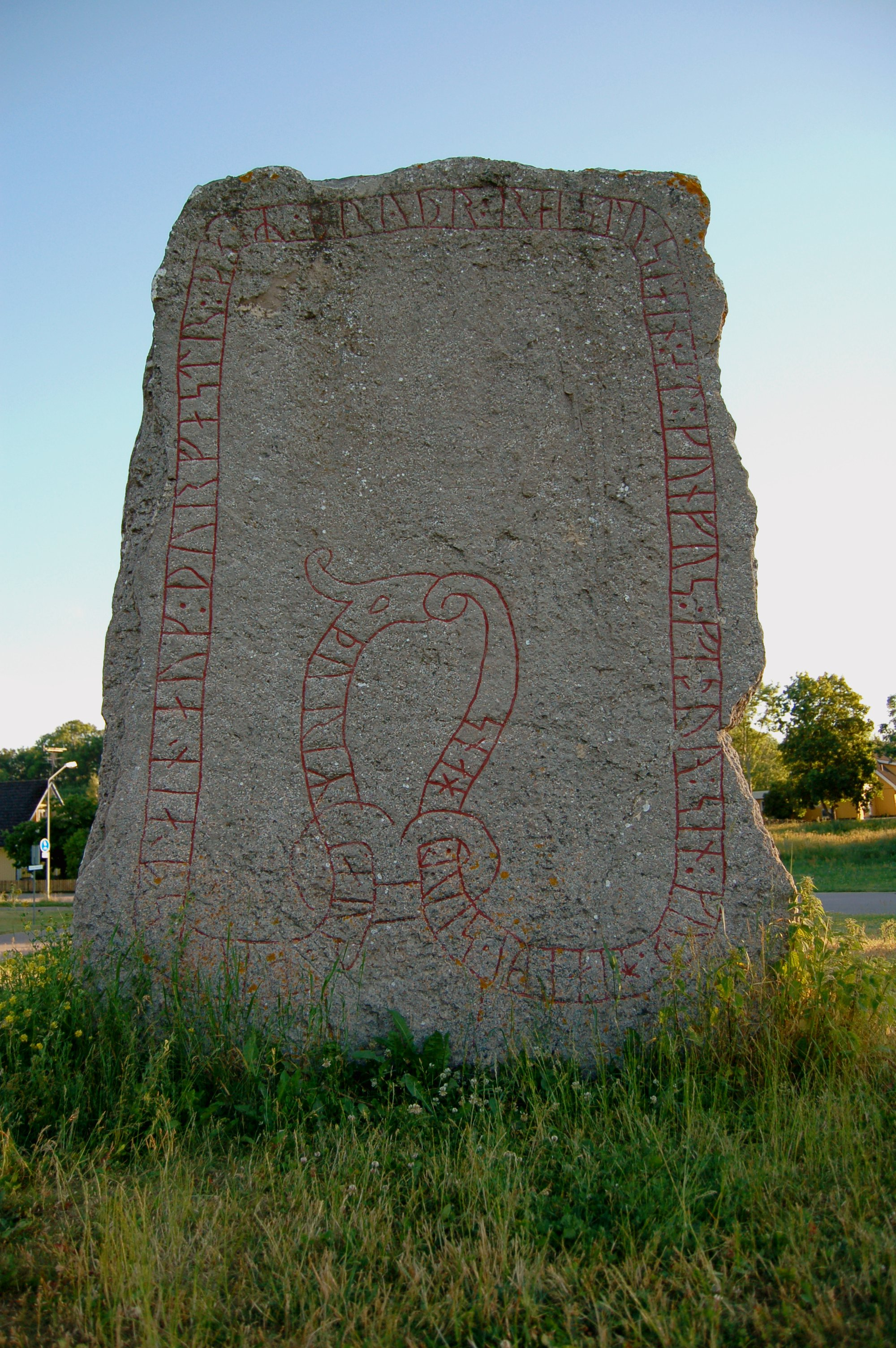
Tingsflisan in Köpingsvik

Die Tingsflisan ist ein Runenstein in Köpingsvik auf der schwedischen Ostseeinsel Öland.
Der sehr gut erhaltene Stein befindet sich südöstlich der Kirche von Köping. Mit einer Höhe von fast drei Metern, bei einer Breite von 1,5 m und einer Stärke von 20 cm gehört er zu den größten Runensteinen Ölands. Er ist mit Runen beschriftet, deren Text im Schlangenband mit irischem Koppel in der Mitte unten lautet auf Schwedisch:
Torer och Torsten och Trofast dessa bröder reste stenen efter sin fader Gunnfos. Gud hjälpe hans själ.
Ins Deutsche übertragen ergibt die Inschrift:
Torer und Torsten und Trofast, diese Brüder errichteten diesen Stein für ihren Vater Gunnfos. Gott behüte seine Seele.